# Чутак Віктор Георгійович
Віктор Георгійович Чутак (2 січня 1938, Шірауць — 18 січня 2009, Ясси) — молдавський радянський актор. Народний артист Молдавської РСР .

## Життєпис
Народився 2 січня 1938 року в селі Шірауці, Румунське королівство. Артистичну кар'єру розпочав у Театрі імені Васіле Александрі у Бєльцях. 1964 року закінчив театрально-кінематографічний факультет Кишинівського інституту мистецтв імені Г. Музическу (клас Валерія Купчі). У 1964—2004 роках — актор Драматичного театру імені О. С. Пушкіна 1994 року перейменованого на Національний театр імені Міхая Емінеску, у 1994—2004 роках був художнім керівником цього театру.
У кіно з 1966 року дебютувавши у фільмі «Червоні поляни», за роль у стрічці «Довгота дня» удостоєний першої премії «За найкращу чоловічу роль» на VIII Всесоюзному кінофестивалі.
Залишив сцену в 2004 році і разом із родиною переїхав до Ясси, де помер у 2009 році, похований на цвинтарі Святого Павла в Яссах.

## Нагороди та визнання
- 1975 — Головний приз «За найкращу чоловічу роль» на VIII Всесоюзному кінофестивалі
- 1978 — Заслужений артист Молдавської РСР
- 1980 — Орден Трудового Червоного Прапора
- 1980 — Державна премія Молдавської РСР
- 1991 — Народний артист Молдавської РСР
- 1998 — Орден Республіки Молдова

## Фільмографія
- 1966 — Червоні галявини — Ліє Крунту
- 1967 — Маріанна — дядько Петро, зв'язковий
- 1971 — Лаутари — Тома Алістар-старший, батько
- 1971 — Офіцер запасу — епізод
- 1972 — Останній гайдук — Йон Кодряну
- 1973 — Дмитрій Кантемір — Некулче, радник Кантеміра
- 1973 — Мости — Костаке
- 1974 — Довгота дня — Штефан Барде — головна роль
- 1974 — Чоловіки сивіють рано — Алекса Мінзу — головна роль
- 1975 — Кінь, рушниця і вільний вітер — Марку
- 1975 — Що людині треба —  епізод
- 1976 — По вовчому сліду — комісар бригади
- 1977 — Хто-кого — голова колгоспу
- 1977 — Коли поряд чоловік — Октавіан Павлович
- 1977 — Корінь життя — Туркан, начальник будівельного поїзда на Бамі
- 1977 — Сказання про хороброго витяза Фет-Фрумоса — Морозище
- 1980 — Де ти, любове? — Георгій Павлович, директор школи
- 1981 — Право керувати — Андрій Павлович Солодун — головна роль
- 1982 — Ця чоловіча дружба — епізод
- 1982 — Червневий рубіж — епізод
- 1982 — Лебеді у ставку — Ніканор Петрович Ротару
- 1983 — Будь щаслива, Юлія! — Бадя Тудос
- 1983 — Комбати — замполіт
- 1983 — Серед тисячі доріг — епізод
- 1984 — Тривожний світанок — Антон
- 1985 — Потяг поза розкладом — Ігор Андрійович Яров
- 1986 — На вістря меча — — "військком
- 1986 — Проміньферул — епізод
- 1986 — Таємничий в'язень — падре
- 1987 — Золоте весілля — Мирон
- 1987 — Ваш спеціальний кореспондент — Георгій Іванович
- 1988 — Шуліки здобутком не діляться — епізод
- 1989 — Стук у двері — голова
- 1990 — Трійця — Савка
- 1990 — Кодри — Харцуг
- 1991 — Гра в смерть, або Сторонній — епізод